# Pýrgos, Samos
Pýrgos (Pyrgos) är en ort i Grekland.   Den ligger i prefekturen Nomós Sámou och regionen Nordegeiska öarna, i den östra delen av landet, 270 km öster om huvudstaden Aten. Pýrgos ligger 364 meter över havet och antalet invånare är 419. Den ligger på ön Samos.
Terrängen runt Pýrgos är huvudsakligen kuperad, men åt nordost är den bergig. En vik av havet är nära Pýrgos åt sydväst.Runt Pýrgos är det ganska tätbefolkat, med 52 invånare per kvadratkilometer. Närmaste större samhälle är Néon Karlovásion, 12,6 km nordväst om Pýrgos. 